# Медолюб лісовий
Медолюб лісовий (Microptilotis montanus) — вид горобцеподібних птахів родини медолюбових (Meliphagidae). Мешкає на Новій Гвінеї і на сусідніх островах.

## Підвиди
Виділяють два підвиди:
- M. m. montanus (Salvadori, 1880) — північ Нової Гвінеї, острів Батанта;
- M. m. steini (Stresemann & Paludan, 1932) — острів Япен.

## Поширення і екологія
Лісові медолюби живуть в рівнинних і гірських тропічних лісах.